# FN FNC
FNC (francouzsky Fabrique Nationale Carabine, Karabina Fabrique Nationale) je útočná puška belgické firmy Fabrique Nationale Herstal.

## Historie
Puška byla představena v roce 1979 a je komorována pro munici NATO ráže 5,56 × 45 mm. Typ FNC vychází z prototypu „FNC 76“, který vycházel z pušky FN FAL. Primárním důvodem vzniku bylo to, že výroba byla levnější než v případě jeho předchůdce, nepříliš rozšířeného typu FN CAL.

## Konstrukce
Puška se dodává ve dvou hlavních verzích; standardní – Model 2000 a Model 0000 a karabiny Model 7000 a Model 6000. Existují v provedeních s pevnou i sklopnou pažbou. Hlaveň má vývrt s 6 pravotočivými drážkami – modely 2000 a 7000 se stoupáním o délce 178 mm pro belgickou munici s delším a těžším projektilem SS109, modely 0000 a 6000 se stoupáním 305 mm pro americké náboje M193. FNC má přepínač pro volbu mezi automatickou střelbou, jednotlivými výstřely a také třírannou dávkou. Zásobník pojme 30 nábojů a je zaměnitelný za zásobníky M16 podle standardu STANAG 4179. Upravená verze se v licenci vyrábí ve Švédsku u společnosti Bofors jako Ak 5.

## Uživatelé
- Belgie

Belgický voják během cvičení

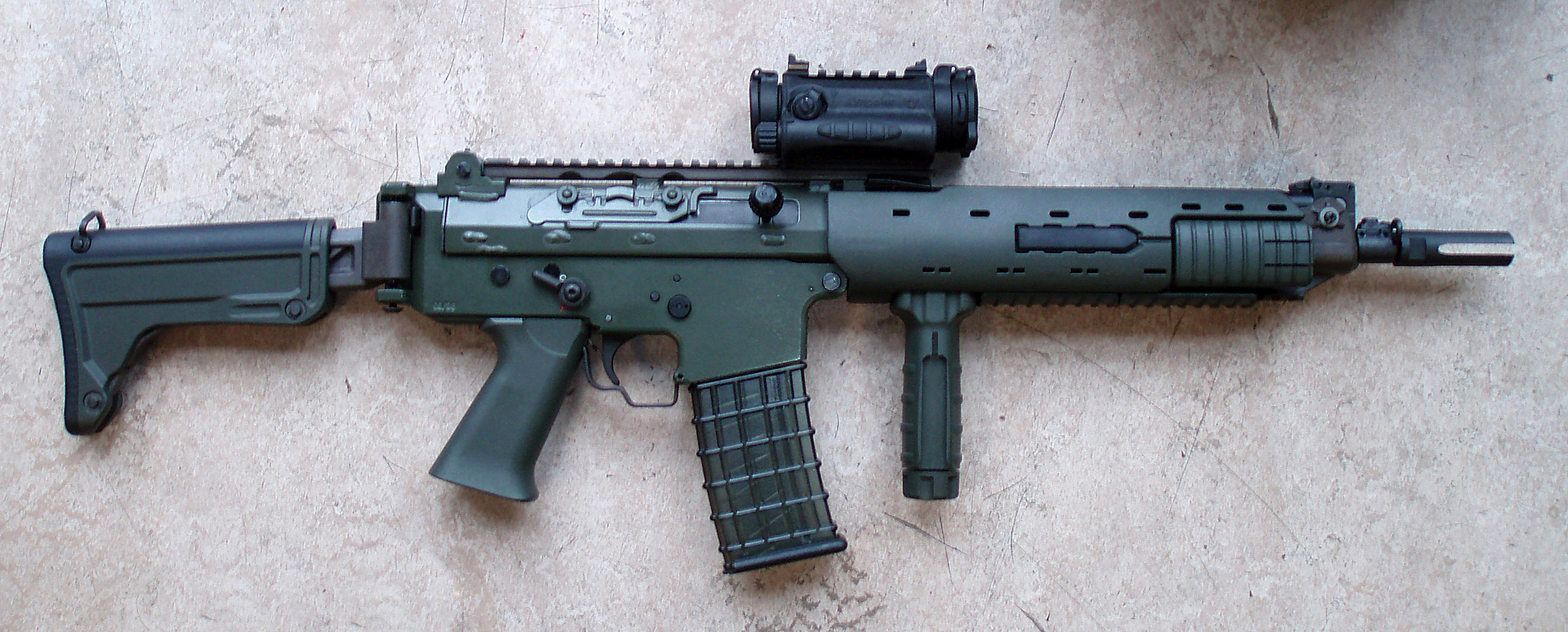
Ak 5C, nejnovější švédská varianta

- Indonésie (FNC a licenční verze Pindad SS1/Pindad SS2)
- Kambodža
- Libye
- Mongolsko
- Nigérie
- Salvador
- Švédsko (Ak 5)
- Tonga
- Ukrajina[1][2]
- Venezuela